# Fußball in Australien
Obwohl der Fußball in Australien eine Randsportart ist, erfreut er sich in den letzten Jahren steigender Beliebtheit. Durch den Wechsel Australiens zur Asian Football Confederation, der zum 1. Januar 2006 vollzogen wurde, müssen sich die Spieler der australischen Nationalmannschaft und seine Fußballclubs nun mit den Gegnern aus Asien messen. Von diesem Wechsel erhoffte man sich vor allem eine Steigerung des Spielniveaus und bessere Aussichten auf erfolgreiche WM-Qualifikationen.

## Geschichte
Der australische Fußballverband (Football Federation Australia) wurde 1961 gegründet und trat 1963 der FIFA bei.

## Nationalmannschaft
Das erste Spiel bestritt die Mannschaft 1922 gegen Neuseeland, welches mit 62 Länderspielen auch häufigster Länderspielgegner der Australier ist. Die Socceroos konnten sich erstmals 1974 für eine Fußball-Weltmeisterschaft qualifizieren. Am 16. November 2005 erreichte das Team mit der gewonnenen Qualifikation für die Fußball-Weltmeisterschaft 2006 in Deutschland die 2. WM-Teilnahme, in der Australien im Achtelfinale recht unglücklich durch einen umstrittenen Elfmeter in der Nachspielzeit gegen Italien ausschied. 2014 reichte es zur 3. WM-Teilnahme, wo man jedoch in der Gruppenphase scheiterte.

## Vereinsbetrieb
1977 wurde die National Soccer League (NSL) als höchste Spielklasse des australischen Fußballs unter Aufsicht des damaligen Nationalverbandes Soccer Australia eingeführt. Nach 28 Spielzeiten wurde die Liga eingestellt und durch die A-League ersetzt, welche bis heute als Profiliga im Franchise-Format existiert. Somit ist weder ein Aufstieg, noch ein Abstieg aus dieser Liga möglich. Lediglich finanzielle Probleme können zur Auflösung eines Clubs führen, die Neugründung eines Vereins ist nur durch Antragstellung und nach Aufnahme durch die A-League möglich.
Die zweite australische Liga besteht nicht auf nationaler Ebene, sondern wird über die Verbände der Bundesstaaten organisiert, die eigene regionale Ligen und deren Spielbetrieb organisieren. Die Wettbewerbe der Regionalverbände des Territoriums Australian Capital Territory (ACT Premier League) und der Bundesstaaten New South Wales (NSW Premier League) mit Ausnahme des Nordteils, Queensland (Queensland Premier League), South Australia (FFSA Premier League) und Tasmanien (T-League) sind dabei Teil der National Premier Leagues (NPL). Die Sieger der regionalen Ligen spielen in einem Playoff-System den Meister der NPL aus.
2014 werden die Ligen der Region Northern New South Wales (NNSW State Football League) und der Bundesstaaten Victoria (Victorian Premier League) und Western Australia (West State Premier League) der NPL als eigenständige Teilwettbewerbe eingegliedert. Das Bundesterritorium Northern Territory (NT Premier League) wird folgen. Die genannten Ligen spielen derzeit getrennt voneinander die jeweiligen Regionalmeister aus und stehen noch nicht unter der Aufsicht der NPL. Nach der Vergrößerung 2014 wird die NPL aus acht Wettbewerben und 118 Vereinen auf regionaler Ebene bestehen, deren Meister den NPL-Meister ausspielen.
Unterhalb der zweiten Ebene des australischen Ligensystems existieren diverse regionale Ligen, die je nach Bundesstaat oder Regionalverband unterschiedliche Regelungen und Einteilungen aufweisen.

### Ligensystem bis 2014
| Ebene | Ligen                                                       | Ligen                                                       | Ligen                                                       | Ligen                                                       | Ligen                                                            | Ligen                                                             | Ligen                                                       | Ligen                                                       | Ligen                                                                     | Ligen                                                       | Ligen                                                       | Ligen                                                       | Ligen                                                       |
| ----- | ----------------------------------------------------------- | ----------------------------------------------------------- | ----------------------------------------------------------- | ----------------------------------------------------------- | ---------------------------------------------------------------- | ----------------------------------------------------------------- | ----------------------------------------------------------- | ----------------------------------------------------------- | ------------------------------------------------------------------------- | ----------------------------------------------------------- | ----------------------------------------------------------- | ----------------------------------------------------------- | ----------------------------------------------------------- |
| 1     | A-League 10 Vereine (1 aus Neuseeland) kein Abstieg möglich | A-League 10 Vereine (1 aus Neuseeland) kein Abstieg möglich | A-League 10 Vereine (1 aus Neuseeland) kein Abstieg möglich | A-League 10 Vereine (1 aus Neuseeland) kein Abstieg möglich | A-League 10 Vereine (1 aus Neuseeland) kein Abstieg möglich      | A-League 10 Vereine (1 aus Neuseeland) kein Abstieg möglich       | A-League 10 Vereine (1 aus Neuseeland) kein Abstieg möglich | A-League 10 Vereine (1 aus Neuseeland) kein Abstieg möglich | A-League 10 Vereine (1 aus Neuseeland) kein Abstieg möglich               | A-League 10 Vereine (1 aus Neuseeland) kein Abstieg möglich | A-League 10 Vereine (1 aus Neuseeland) kein Abstieg möglich | A-League 10 Vereine (1 aus Neuseeland) kein Abstieg möglich | A-League 10 Vereine (1 aus Neuseeland) kein Abstieg möglich |
| 2     | National Premier Leagues 56 Vereine (in 5 Divisionen)       | National Premier Leagues 56 Vereine (in 5 Divisionen)       | National Premier Leagues 56 Vereine (in 5 Divisionen)       | National Premier Leagues 56 Vereine (in 5 Divisionen)       | National Premier Leagues 56 Vereine (in 5 Divisionen)            | National Premier Leagues 56 Vereine (in 5 Divisionen)             | NNSW State League 10 Vereine ↓ 1 Absteiger                  | NT Premier League 3 Divisionen                              | Victorian Premier League 12 Vereine ↓ 1 Absteiger                         | West State Premier League 12 Vereine ↓ 1 Absteiger          |                                                             |                                                             |                                                             |
| 2     | ACT Premier League 10 Vereine ↓ 1 Absteiger                 | NSW Premier League 12 Vereine ↓ 1 Absteiger                 | Queensland Premier League 12 Vereine kein Absteiger         | FFSA Premier League 14 Vereine ↓ 2 Absteiger                | T-League 8 Vereine kein Absteiger                                |                                                                   | NNSW State League 10 Vereine ↓ 1 Absteiger                  | NT Premier League 3 Divisionen                              | Victorian Premier League 12 Vereine ↓ 1 Absteiger                         | West State Premier League 12 Vereine ↓ 1 Absteiger          |                                                             |                                                             |                                                             |
|       | State League 7 Vereine ↑ 1 Aufsteiger                       | NSW Super League 12 Vereine ↑ 1 Aufsteiger ↓ 1 Absteiger    | Regionalligen 10 Distrikte kein Aufsteiger                  | FFSA State League 16 Vereine ↑ 2 Aufsteiger                 | Northern Premier League 9 Vereine kein Aufsteiger kein Absteiger | Southern Premier League 12 Vereine kein Aufsteiger kein Absteiger | NNSW State League 2 8 Vereine ↑ 1 Aufsteiger ↓ 1 Absteiger  |                                                             | State League 1 12 Vereine ↑ 2 Aufsteiger ↓ 2 Absteiger                    | State League 1 12 Vereine ↑ 1 Aufsteiger ↓ 1 Absteiger      |                                                             |                                                             |                                                             |
|       |                                                             | State League 1 12 Vereine ↑ 1 Aufsteiger ↓ 1 Absteiger      |                                                             |                                                             | Regionalligen 2 Divisionen kein Aufsteiger                       | Regionalligen 4 Divisionen kein Aufsteiger                        | Interdistrict 1 12 Vereine ↑ 1 Aufsteiger ↓ 1 Absteiger     |                                                             | State League 2 24 Vereine (in 2 Divisionen) ↑ 2 Aufsteiger ↓ 4 Absteiger  | State League 2 12 Vereine ↑ 1 Aufsteiger                    |                                                             |                                                             |                                                             |
|       |                                                             | State League 2 14 Vereine ↑ 1 Aufsteiger ↓ 1 Absteiger      |                                                             |                                                             |                                                                  |                                                                   | Interdistrict 2 12 Vereine ↑ 1 Aufsteiger ↓ 1 Absteiger     |                                                             | State League 3 24 Vereine (in 2 Divisionen) ↑ 4 Aufsteiger ↓ 4 Absteiger  |                                                             |                                                             |                                                             |                                                             |
|       |                                                             | Regionalligen 26 Distrikte ↑ 1 Aufsteiger                   |                                                             |                                                             |                                                                  |                                                                   | Interdistrict 3 7 Vereine ↑ 1 Aufsteiger                    |                                                             | State League 4 48 Vereine (in 4 Divisionen) ↑ 4 Aufsteiger ↓ 8 Absteiger  |                                                             |                                                             |                                                             |                                                             |
|       |                                                             |                                                             |                                                             |                                                             |                                                                  |                                                                   |                                                             |                                                             | State League 5 60 Vereine (in 4 Divisionen) ↑ 8 Aufsteiger kein Absteiger |                                                             |                                                             |                                                             |                                                             |
|       |                                                             |                                                             |                                                             |                                                             |                                                                  |                                                                   |                                                             |                                                             | Regionalligen 12 Distrikte kein Aufsteiger                                |                                                             |                                                             |                                                             |                                                             |